# Microcercus scorteccii
Microcercus scorteccii är en kräftdjursart som beskrevs av Arcangeli1933. Microcercus scorteccii ingår i släktet Microcercus och familjen Eubelidae. Inga underarter finns listade i Catalogue of Life.